# Fuzzy Door Productions
Fuzzy Door Productions, Inc. est une société américaine de production cinématographique et télévisuelle.

## Histoire
La société est fondée par Seth MacFarlane le 31 juillet 1998.  Parmi les productions de la société figurent les sitcoms d'animation Les Griffin et American Dad!, le spin-off des Griffin intitulé The Cleveland Show, la sitcom en prise de vues réelles The Winner, la série documentaire scientifique Cosmos : Une odyssée à travers l'univers et la série dramatique de science-fiction The Orville. Créée dans le cadre de 20th Century Studios, la société signe un accord avec NBCUniversal en 2020, puis établit son siège social à Universal City Studios à Universal City et nomme Erica Huggins à sa présidence la même année.
Les séries d'animation de MacFarlane, Les Griffin et American Dad!, sont produites par 20th Television Animation, tandis que sa série en prise de vues réelles, The Orville, est tournée au siège du studio à Universal City et à Westlake, en Californie.